# 坂口一成
坂口 一成（さかぐち かずしげ、1976年 - ）は、日本の法学者。専門は中国法。大阪大学大学院法学研究科教授。アジア法学会賞研究奨励賞受賞。

## 人物・経歴
兵庫県生まれ。1998年明治大学法学部卒業。2001年早稲田大学大学院法学研究科修士課程修了。2005年北海道大学大学院法学研究科博士課程単位取得退学。鈴木賢に師事した。2006年博士（法学）。日本学術振興会特別研究員、北海道大学大学院法学研究科助教を経て、2011年兵庫教育大学大学院学校教育研究科准教授。2013年大阪大学大学院法学研究科准教授。2019年大阪大学大学院法学研究科教授。『現代中国刑事裁判論 : 裁判をめぐる政治と法』で第1回アジア法学会賞（研究奨励賞）受賞。

## 著書
- 『現代中国刑事裁判論 : 裁判をめぐる政治と法』北海道大学出版会 2009年
- 『現代中国法入門』（髙見澤磨, 鈴木賢, 宇田川幸則と共著）有斐閣 2019年

## 翻訳
- 『中国物権法 : 条文と解説』（鈴木賢, 崔光日, 宇田川幸則, 朱曄と共訳）成文堂 2007年